# جي بي يو-15
جي بي يو-15 (بالإنجليزية: GBU-15)‏، أختصارا ل: (Guided Bomb Unit 15)، هي قنبلة موجهه، منزلقة وغير مدفوعة. تستخدم لتدمير أهداف العدو ذات القيمة العالية. تم تصميمها للاستخدام مع الطائرات المقاتلة من نوع إف-15 إي سترايك إيغل وإف-111 آردفارك وإف-4 فانتوم الثانية. وقنبلة جي بي يو-15 طويلة المدى، وتستخدم للإطلاق من طائرة بي-52 ستراتوفورتريس ضد السفن البحرية.  شركة روكويل الدولية هي المقاول الرئيسي لهذه القنبلة.